# 슈테흐헬름

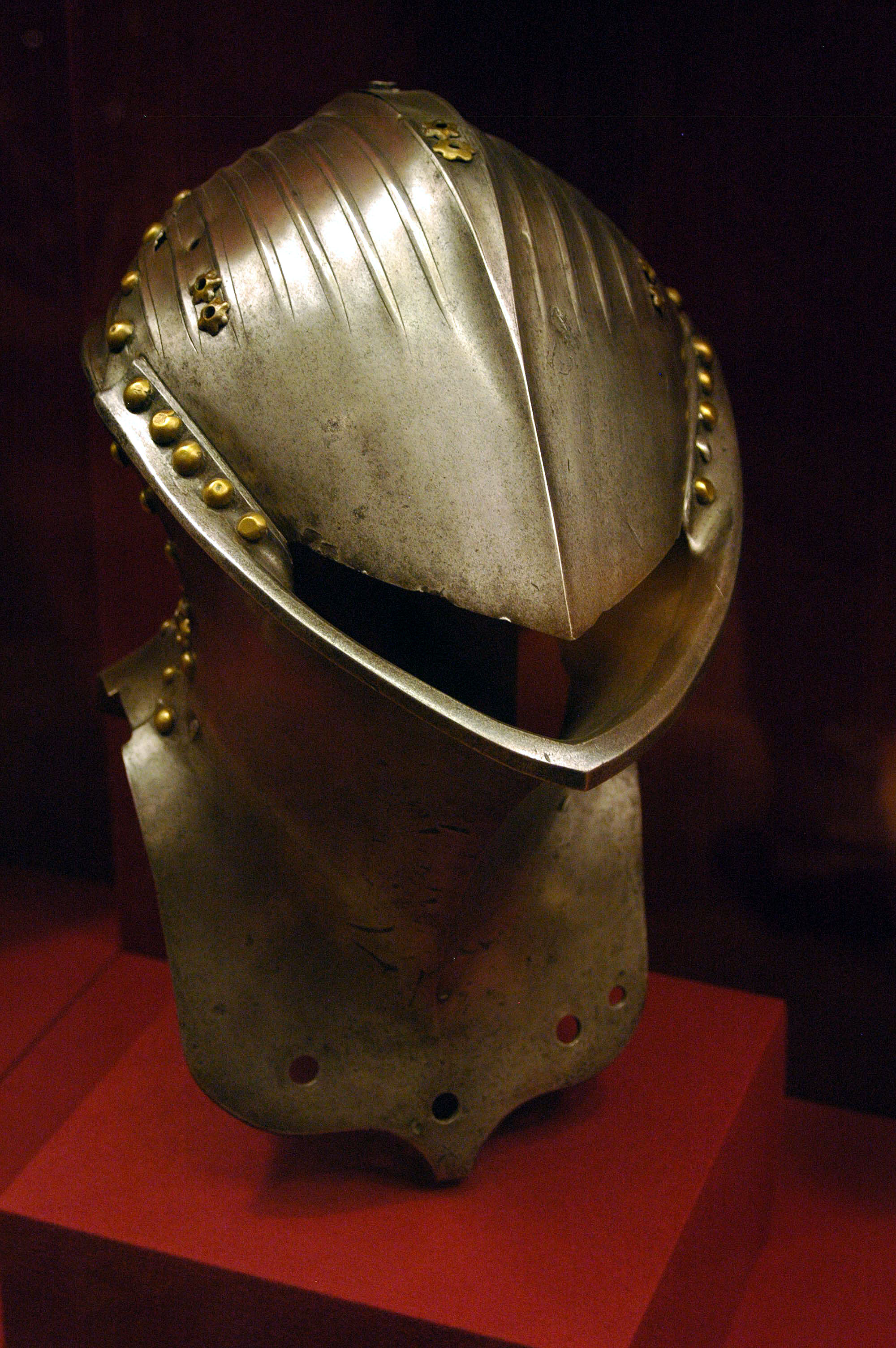

슈테흐헬름(독일어: Stechhelm) 또는 개구리입 헬름(frog-mouth helm)은 그레이트 헬름의 일종으로, 1400년경에서 1600년경 사이에 사용되었다. 매우 두껍고 무거운 비실용적인 투구로, 마상창시합에 특화된, 일종의 의례용 투구였다.